# Federació de Futbol de Macedònia del Nord
La Federació de Futbol de Macedònia del Nord (en macedoni: Fudbalska Federacija na Severna Makedonija, Фудбалска Федерација на Северна Македонија) és la institució que regeix el futbol a Macedònia del Nord. Agrupa tots els clubs de futbol del país i es fa càrrec de l'organització de la Lliga macedònia de futbol i la Copa. També és titular de la Selecció de futbol de Macedònia del Nord absoluta i les de les altres categories. Té la seu a Skopje.
L'associació va ser fundada el 1949. Després que la República aconseguís la independència de Iugoslàvia el 1991, la Federació de Futbol de Macedònia del Nord es va convertir en membre de la FIFA i la UEFA el 1994.
- Afiliació a la FIFA: 1926/1994
- Afiliació a la UEFA: 1954/1994

## Presidents
- 1993–1999: Ljubisav Ivanov-Dzingo
- 1999–2002: Lambe Arnaudov
- 2002–2012: Haralampie Hadji-Risteski
- 2012–present: Ilcho Gjorgioski

## Competicions organitzades per la Federació
- Primera Divisió
- Segona Divisió
- Tercera Divisió
- Lligues regionals
- Copa de Macedònia
- Lliga de futbol femení
- Copa de futbol femení

## Selecció nacional
- Selecció de futbol de Macedònia del Nord
- Selecció de futbol de Macedònia del Nord sub 21
- Selecció de futbol de Macedònia del Nord sub 19
- Selecció de futbol de Macedònia del Nord sub 17
- Selecció de futbol de Macedònia del Nord (Femení)
- Selecció de futbol sala de Macedònia del Nord